# ادا فرونائو
اِدا فرونائو (ایتالیایی: Edda Ferronao؛ زادهٔ ۸ ژوئن ۱۹۳۴) بازیگر اهل ایتالیا است.
از فیلم‌هایی که وی در آن نقش داشته است، می‌توان به دکامروتیکوس، بی‌غیرت ارجمند، ۱۹۰۰، ولکان، پسر ژوپیتر، لیبرتین، بیا درباره زن‌ها حرف بزنیم، سبقت، یک داستان عاشقانه، اسب عریان، مهمان و ماجرای ماتئی اشاره کرد.